# 幹葉
幹葉（みきは、6月14日）は、日本の女性歌手、作詞家、声優。徳島県出身、血液型はO型。生年は非公表。

## 略歴
2013年1月29日に幹葉がメンバーとして加入したことで、スピラ・スピカの前身バンドであるスノーマンが結成される。
2017年に、現在のバンド名「スピラ・スピカ」に改名し、2018年8月8日にメジャーデビュー。
2021年4月3日からは、FM-FUJIにて放送されているラジオ番組「劇団サンバカーニバル」において番組パーソナリティである劇団ひとりのアシスタントとして林ゆめと共に翌年3月26日まで番組にレギュラーで出演。
2023年Jリーグ・ジュビロ磐田の応援アンバサダーに就任した。

## 人物
自身がメンバーとして在籍しているバンドスピラ・スピカではボーカルを担当しており、インディーズ時代の楽曲の一部と、メジャーデビュー以降にリリースされたほぼ全ての楽曲の作詞を手掛けている。
進学のために大阪に出てきた後、インターネットでバンドメンバー募集を見つけ、オーディションの末、メンバーとして加入した。
メディア出演の際には、出身地である徳島県の阿波弁とバンドの活動拠点だった奈良県の関西弁が入り混じった特徴的な喋り方をしている。
歌唱力や表現力にも定評があり、スノーマンとして出場したMASH A&R主催の「MASH HUNT」出演後の後日コメントにて、MUSICAは「広い声域をダイナミックに操り、幅広い表現ができるヴォーカル力がある」と評し、A-SketchとHIP LAND MUSICは「歌声とライヴパフォーマンスとのギャップが良い」と評している。
アニメソングを多く手がけている関係で、中川翔子、オーイシマサヨシなど同業のアーティストや徳井青空、稗田寧々ら声優との交流の機会も多い。
スピラ・スピカに楽曲提供を行ったシンガーソングライターの大塚紗英とはプライベートでも親交があり、仲が良い。
Jリーグ・ジュビロ磐田のファンである。

## ディスコグラフィ

### 参加作品
| 発売日        | 商品名                 | 歌 | 楽曲                       | 備考                                                                                               |
| ------------- | ---------------------- | --- | -------------------------- | -------------------------------------------------------------------------------------------------- |
| 2017年10月8日 | purimura               | DIGM | 「purimura」               | ゲストボーカルでの参加                                                                             |
| 2019年5月17日 | CROSSING STORIES       | 亜咲花、石原夏織、伊藤美来、オーイシマサヨシ、大橋彩香、ZAQ、JUNNA、鈴木このみ、スフィア、TRUE、towana（fhána）、畠中祐、幹葉（スピラ・スピカ）、三森すずこ | 「CROSSING STORIES」       | ライブイベント『Animelo Summer Live 2019 -STORY-』テーマソング                                     |
| 2020年6月12日 | なんてカラフルな世界！ | オーイシマサヨシ、KISHOW (GRANRODEO)、i☆Ris、亜咲花、雨宮天、東山奈央、幹葉（スピラ・スピカ）、鈴木愛奈、仲村宗悟、伊藤昌弘 (Argonavis)                     | 「なんてカラフルな世界！」 | ライブイベント『Animelo Summer Live 2020 -COLOR-』『Animelo Summer Live 2021 -COLOR-』テーマソング |

## 出演

### テレビ番組
- なすなかにしのゲームキングダム（BS11、2022年9月6日 - 2024年3月26日）[13]
- The Wakey Show（NHK Eテレ、2024年11月4日 - 7日、2025年3月31日 -、ウェイキー役での声の出演および着ぐるみの操演）[14]

### ラジオ
- 笑顔モリモリらじお (横浜エフエム放送『Tresen』コーナー番組) （2020年4月6日 - 2021年3月29日 ）[15]
- スピラ・スピカ 幹葉のちょっと喋らせて～!（エフエム福岡、2020年10月 - 、）※『あにぺろ』内第1火曜コーナー[15]
- 劇団サンバカーニバル (エフエム富士、2021年4月3日 - 2022年3月26日)[16]
- Starry Forest  (横浜エフエム放送、2021年4月5日 - 2022年3月28日)※『Tresen』コーナー番組[15]
- A-Voice -ROAD TO MUSICIAN- スピラ・スピカ【やっほーラジオ】（エフエム徳島）※第4週を担当[17]
- YOKOHAMA RADIO APARTMENT 「笑顔モリモリらじお☆彡」（横浜エフエム放送、2022年4月6日 - ）[18]

### 連載
- 幹葉の森 おしゃべりルーム（2023年2月8日 - 、リスアニ!）[19]

## ライブ

### 出演ライブ・イベント
| 年     | 公演名                               | 日程    | 会場                   | 出典         |
| ------ | ------------------------------------ | ------- | ---------------------- | ------------ |
| 2022年 | NUMBER SHOT 2022                     | 7月17日 | 福岡PayPayドーム       | [ 20 ]       |
| 2025年 | 竹内アンナ 弾き語りライブ『atELIER』 | 3月29日 | ヒューリックホール東京 | ゲスト出演。 |